# Gerhard Hirzinger

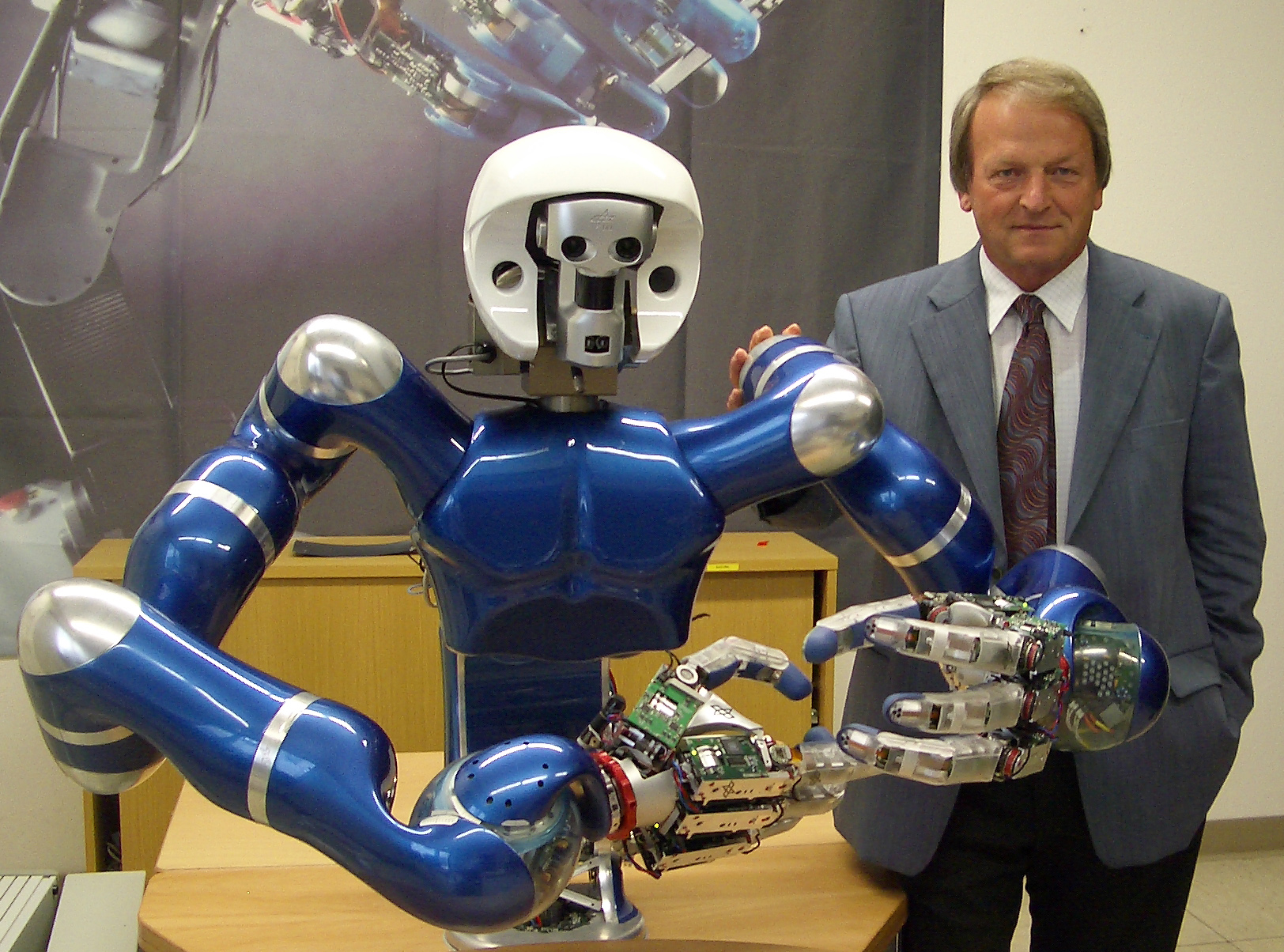
Gerhard Hirzinger, neben dem humanoiden Roboter Justin im Jahr 2008

Gerhard Hirzinger (* 17. Januar 1945 in Schwandorf, Bayern) ist ein deutscher Professor der Mechanik, Robotik-Wissenschaftler und war zwischen 1992 und 2012 Leiter des Instituts für Robotik und Mechatronik des Deutschen Zentrums für Luft- und Raumfahrt (DLR) in Oberpfaffenhofen.

## Karriere
Von 1964 bis 1969 studierte er als Stipendiat der Studienstiftung des deutschen Volkes an der TU München Elektrotechnik und wurde dort 1974 zum Dr.-Ing. promoviert. 1969 wurde er wissenschaftlicher Mitarbeiter für Regelungstechnik bei der DVFLR (später DLR). 1976 wurde er Leiter der Abteilung "Automatisierung" des DFVLR‐Instituts für Dynamik der Flugsysteme. Er regte 1987 das Roboter‐Technologie‐Experiment ROTEX bei
der Spacelab‐Mission D2 an und übernahm dessen technische Leitung. Mit seinem Forschungsteam entsandte er 1993 den ersten Roboter in die Atmosphäre und steuerten ihn fern. Zudem entwickelte er Medizintechnikroboter und trieb den Technologietransfer voran. Seit 1997 hat er den Status eines IEEE Fellow inne und seit 2008 ist er Mitglied der Nationalen Akademie der Wissenschaften Leopoldina und seit 2013 der Deutschen Akademie der Technikwissenschaften.
Nach seiner Pensionierung 2013 engagierte er sich etwa im Zukunftsrat der bayerischen Wirtschaft und initiierte die Gründung des Forschungszentrums für Geriatronik in Garmisch-Partenkirchen.
An der Fakultät für Informatik der Technischen Universität München ist Hirzinger als Honorarprofessor am Lehrstuhl für Echtzeitsysteme und Robotik tätig.

## Auszeichnungen
- 1995: Gottfried-Wilhelm-Leibniz-Preis
- 2004: Bundesverdienstkreuz am Bande[4]
- 2005: IEEE Robotics and Automation Society Pioneer Award[5]
- 2010: Staatsmedaille für besondere Verdienste um die bayerische Wirtschaft
- 2014: Bayerischer Maximiliansorden für Wissenschaft und Kunst
- 2020: Ehrenring der Eduard-Rhein-Stiftung[6]
- 2022: Goldener Ehrenring der Eduard-Rhein-Stiftung[1]